# アンニーバレ・パドヴァーノ
アンニーバレ・パドヴァーノ（Annibale Padovano、1527年 – 1575年3月15日）はルネサンス後期に活躍したヴェネツィア楽派の作曲家、オルガン奏者。鍵盤トッカータの初期の発展に寄与した人物の一人である。

## 生涯
パドヴァーノはパドヴァで生まれている（彼の名前はここに由来する）が、それ以外に若い頃についてはほとんど知られていない。1552年11月30日にはじめてヴェネツィアのサン・マルコ寺院の記録に登場し、年俸40ドゥカートで第一オルガニストに就任している。彼はこの職に1565年まで就いていた。この頃、サン・マルコ寺院は第二オルガン奏者を雇い、大聖堂の広大な空間の中で、離れて設置された2台のオルガンを同時に演奏することを行うようになった（パドヴァーノの任期中の最後の8年間はクラウディオ・メールロが第二オルガン奏者であった）。この習慣は、離れて配置した複数の合唱隊をすでに用いていた（複合唱様式）ヴェネツィア楽派における重要な音楽的発展の一つである。パドヴァーノが辞した後は、メールロが第一オルガニストとなった。
1566年、パドヴァーノはヴェネツィアを去り、グラーツのハプスブルク家の宮廷に仕えた。ハプスブルク家の領地での富を求めてヴェネツィアを去ったヴェネツィア楽派の音楽家は多いが、彼らの多くはヴェネツィアと交流を保っていた。パドヴァーノは1570年にグラーツの宮廷楽長となり、5年後にこの地で没した。

## 作品と影響
パドヴァーノはモテット集、ミサ曲集を各1冊、マドリガーレ集を2冊出版しているが、それよりも器楽作品の作曲家としてよく知られている。なかでもリチェルカーレ（フーガの先駆様式）の初期の作曲家として重要な存在である。彼の用いた主題の多くは単旋律聖歌からとられているが、旋律には多くの装飾が加えられている。また驚くほど「近代的」な方法で、主題をモチーフに分割して展開するということもしている。
彼の作品でもっともよく知られているのは一連のトッカータであろう。彼のトッカータは、「即興的で高度に装飾された曲形式」という近代的な定義のトッカータ作例の最初期のものであろう。彼の作品は通常、即興的部分の間に、模倣的部分が挿入され、また二拍子と三拍子の間の拍子の変化もよく行われているが、これらはすべて後のヴェネツィア楽派の特徴を先取りしたものとなっている。